# John Conroy

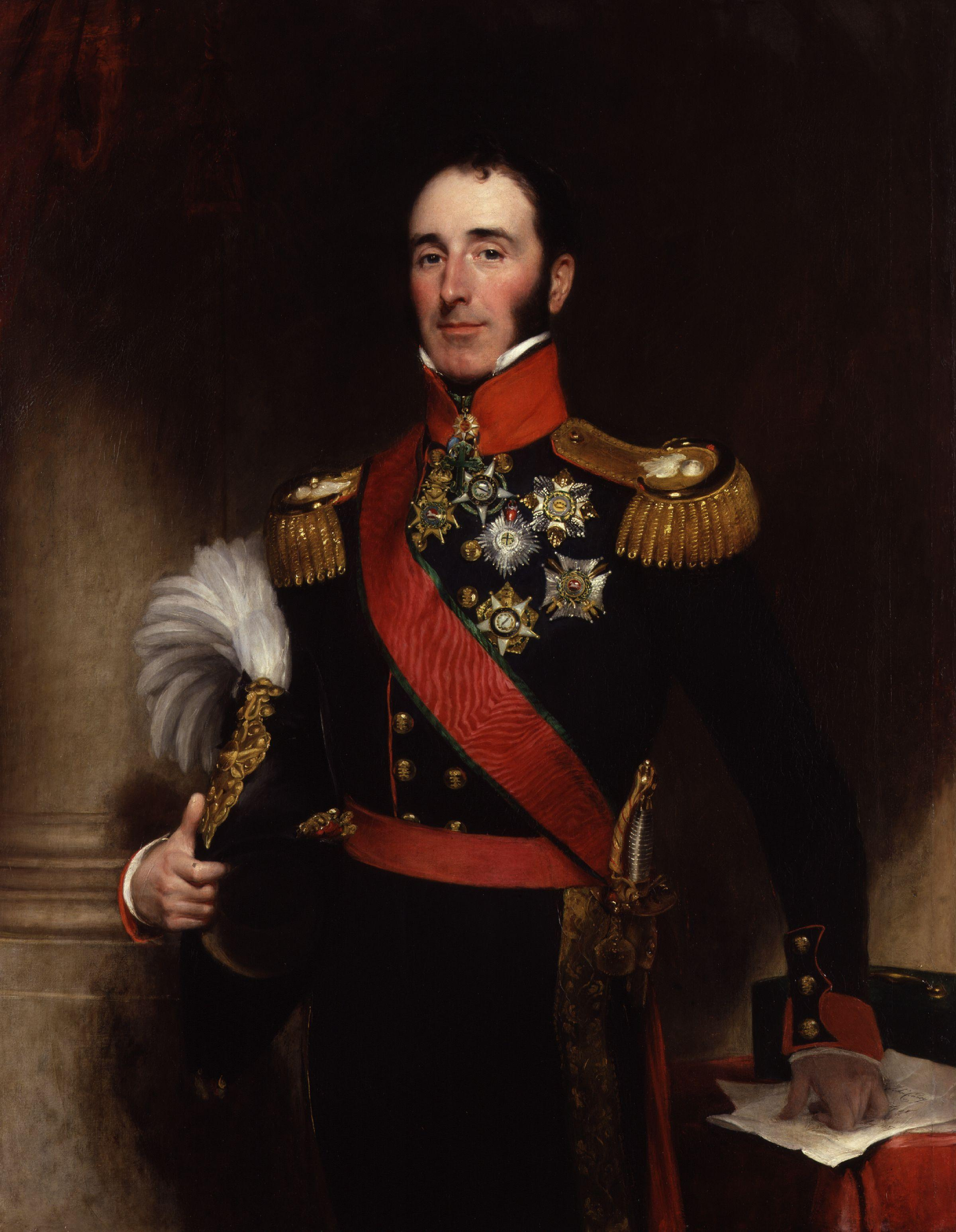
Sir John Conroy, 1. Baronet, 1837

Sir John Conroy, 1. Baronet KCH Kt (* 21. Oktober 1786 in Caerhun, Caernarvonshire; † 2. März 1854 in Arborfield Hall, Berkshire) war ein britischer Offizier, der als Nachlassverwalter des Prinzen Edward Augustus, Duke of Kent and Strathearn, erheblichen Einfluss auf die Kindheit und Jugend der späteren britischen Königin Victoria hatte.

## Herkunft und Ausbildung
Er wurde im Jahre 1786 als eines von sechs Kindern von John Ponsonby Conroy und Margaret Wilson in Wales geboren. Beide Elternteile stammten aus Irland. Sein Vater, der Barrister war, ließ den Jungen in Dublin von Hauslehrern privat unterrichten. Nach Absolvierung einer Kadettenausbildung trat er am 8. September 1803 als Second Lieutenant der Royal Artillery in die British Army ein und wurde nur vier Tage später zum First Lieutenant befördert. 1805 schrieb sich Conroy in der Royal Military Academy in Woolwich ein. Er machte während der Napoleonischen Kriege Karriere, obwohl seine Fähigkeit, die Beteiligung an großen Schlachten zu vermeiden, bei anderen Offizieren Verachtung hervorrief. Er nahm insbesondere weder an den Kriegen auf der Iberischen Halbinsel, noch am Waterloo-Feldzug teil. Er hatte 1808 Elizabeth Fisher, die Tochter des Colonels (und späteren Major-Generals) Benjamin Fisher, geheiratet und war unter diesem vorwiegend mit Verwaltungsaufgaben in Irland und England befasst. Er wurde am 13. März 1811 zum Second Captain befördert und wurde am 11. März 1817 Adjutant des hauptsächlich mit Logistikaufgaben befassten Corps of Royal Artillery Drivers.

## Conroys Einfluss auf die Duchess of Kent
John Conroy diente ab 1817 als Privatsekretär (Equerry) von Prinz Edward Augustus, Duke of Kent and Strathearn. Der Duke of Kent war der vierte Sohn König Georgs III., aber hatte wegen der Kinderlosigkeit seiner älteren Brüder eine relevante Rolle in der Thronfolge. 1818 heiratete der Duke of Kent Victoria von Sachsen-Coburg-Saalfeld. Das Paar lebte zunächst in Deutschland und kehrte erst nachdem Victoria schwanger wurde, nach England zurück. Conroy war als Stallmeister für die Reiseplanung zuständig und stellte sicher, dass das Paar im April 1819 rechtzeitig England erreichte und Residenz in Kensington Palace nahm, wo im Mai 1819 ihre Tochter Prinzessin Alexandrina Victoria of Kent, die spätere Königin Victoria, geboren wurde. Sie stand an fünfter Stelle in der Thronfolge.
Im Januar 1820, knapp acht Monate nach der Geburt seiner Tochter, starb der Duke of Kent. Er war so stark verschuldet, dass die Duchess of Kent das Erbe ihres Mannes ausschlug. Nur dank der finanziellen Unterstützung ihres Bruders Prinz Leopold konnte sie weiterhin im Kensington Palace in London leben. Der Duke of Kent hatte John Conroy als Nachlassverwalter eingesetzt. Er erhielt im Haushalt der Duchess of Kent das Amt des Privatsekretärs und Auditors (Comptroller) und gewann dort einen immer größeren Einfluss. Im Laufe der Zeit wurde es zunehmend unwahrscheinlich, dass die älteren Brüder des Dukes noch eheliche Kinder zeugen würden und somit absehbar, dass Prinzessin Victoria auf dem britischen Thron folgen würde. Angesichts des hohen Alters und schlechten Gesundheitszustands von Wilhelm IV. würde dieser vermutlich sterben, wenn die Prinzessin noch minderjährig war. In diesem Falle würde mutmaßlich der Duchess of Kent die Regentschaft für ihre Tochter zufallen, und John Conroy konnte über sie zu Macht und Einfluss gelangen. Dies setzte voraus, dass die Duchess und ihre Tochter möglichst wenig Kontakt zum britischen Königshof hatten.

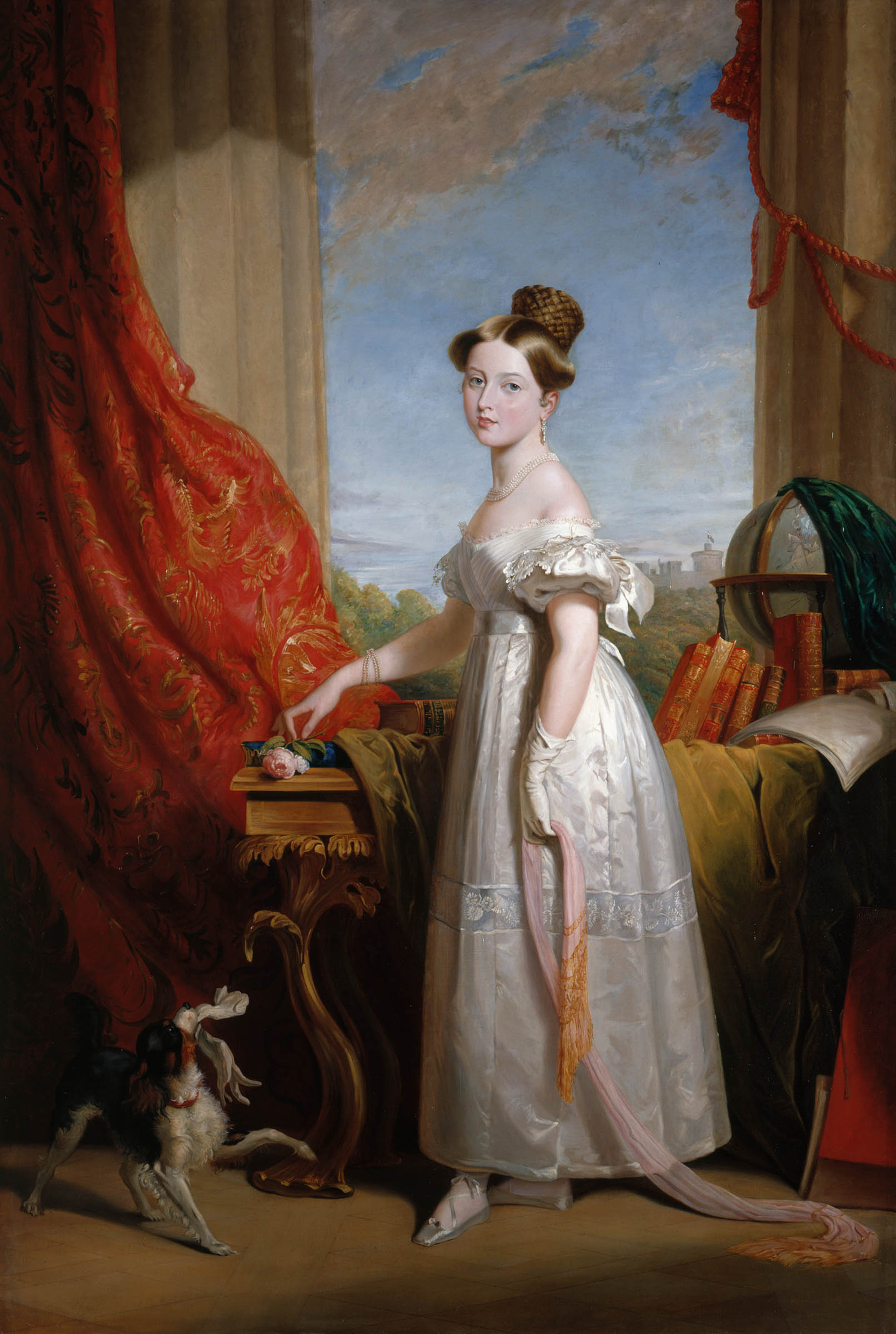
Prinzessin Victoria mit ihrem Spaniel Dash, 1831 von George Hayter

Das Umfeld, das John Conroy aus diesem Grund etablierte, wurde gelegentlich auch als Kensington System bezeichnet. Die Duchess of Kent war finanziell zunehmend von John Conroy abhängig, der sein Privatvermögen verpfändete, um den Haushalt der Duchess zu finanzieren. Im Haushalt der Duchess verkehrten nahezu ausschließlich von Conroy ausgesuchte Personen. Eine Vorbereitung der Prinzessin auf die Rolle einer britischen Monarchin unterblieb. Erzieherin war Louise Lehzen, die auf Grund ihrer fehlenden Ausbildung dieser Aufgabe nicht gerecht wurde.
Im August 1827 erhob König Georg IV. Conroy als Knight Bachelor in den britischen persönlichen Adelsstand, sowie als Knight Commander des Guelphen-Ordens in den persönlichen Adelsstand des Königreichs Hannover.
Als zunehmend wahrscheinlich wurde, dass die Prinzessin bei der Besteigung des britischen Throns mündig sein würde, versuchte John Conroy die Prinzessin im Verlauf des Jahres 1835 zur Unterschrift unter ein Dokument zu veranlassen, das ihm nach ihrer Thronbesteigung die Ernennung zum Privatsekretär der Königin zusicherte. Privatsekretär in einem königlichen Haushalt war eine der einflussreichsten Positionen, die ein Bürgerlicher oder Kleinadeliger zu diesem Zeitpunkt erreichen konnte. Mit Unterstützung ihrer Erzieherin Louise Lehzen weigerte sich die Prinzessin zu unterschreiben, was zu einem Bruch mit ihrer Mutter führte.
Nach der Thronbesteigung im Juni 1837 erhielt John Conroy keinen Posten am Hofe. Königin Victoria konnte jedoch nicht verhindern, dass John Conroy weiterhin zum Hof ihrer Mutter gehörte. Erst zwei Jahre später gab er dieses Amt auf. Am 7. Juli 1837 verlieh ihm Königin Victoria den erblichen Adelstitel Baronet, of Llanbrynmair in the County of Montgomery.
1839, 1841 und 1843 amtierte er als Sheriff von Montgomeryshire, ab 1849 als Deputy Lieutenant von Berkshire und ab 1852 auch als Deputy Lieutenant von Montgomeryshire. 1852 wurde er im Rang eines Lieutenant-Colonel zum Kommandanten des Milizinfanterieregiments von Montgomeryshire (Royal Montgomeryshire Militia) ernannt.
Er erhielt folgende ausländische Auszeichnungen:
- Großoffizier des Turm- und Schwertorden (Portugal)
- Großkreuz des Orden des heiligen Benedikt von Avis (Portugal)
- Großkreuz des Herzoglich Sachsen-Ernestinischen Hausordens (1835)

## Gerüchte um die Person John Conroys
Die Rolle John Conroys im Leben der späteren Königin Victoria und ihrer Mutter ist wiederholt Anlass zu Spekulationen gewesen. Dazu gehört das Gerücht, dass die Duchess und John Conroy eine Liebschaft hatten. Es gibt auch Spekulationen, dass John Conroy der Vater der Prinzessin gewesen sei. Letzteres gilt als sehr unwahrscheinlich. Victoria von Sachsen-Coburg-Saalfeld wurde unmittelbar nach der Hochzeit schwanger, als John Conroy noch keine Rolle in ihrem Leben spielte.

## Familie
Conroy heiratete in Dublin am 12. Dezember 1808 Elizabeth Fisher (1791–1861), die Tochter von Major-General Benjamin Fisher. Sie hatten sechs Kinder:
- Elizabeth Jane Conroy (1811–1855);
- Sir Edward Conroy, 2. Baronet (1812–1869), ⚭ 1837 Lady Alicia Parsons (1815–1885), Tochter des Laurence Parsons, 2. Earl of Rosse;
- Arthur Benjamin Conroy (1813–1817);
- Stephen Rowley Conroy (1815–1841), Lieutenant und Captain der Coldstream Guards;
- Henry George Conroy (1817–1890), Brevet-Colonel der Grenadier Guards;
- Victoria Maria Louisa Conroy (1819–1866) ⚭ 1842 Sir Wyndham Edward Hanmer, 4. Baronet.

## Im Film
Es gibt zahlreiche Verfilmungen über das Leben von Königin Victoria, in denen auch John Conroy dargestellt wird:
- Mädchenjahre einer Königin (1936), Herbert Hübner
- Mädchenjahre einer Königin (1954), Stefan Skodler
- Victoria & Albert (2001), Patrick Malahide
- Young Victoria (2009), Mark Strong
- Victoria (Fernsehserie) (seit 2016), Paul Rhys